# قشلاق حاج شیرین مصیب
قشلاق حاج شیرین مصیب یک روستا در ایران است که در استان اردبیل واقع شده‌است. قشلاق حاج شیرین مصیب ۱۵۲ نفر جمعیت دارد.